# Семья в Азербайджане
Азербайджанская семья — одна из основных ячеек азербайджанского общества. Сами азербайджанцы относятся к своей семейной модели как к уникальной. В отличие от других стран, дети в Азербайджане, в большинстве случаев, живут с родителями до тех пор, пока не вступят в брак. Небольшое количество молодых людей продолжают жить со своими родителями после брака.

## История
До начала XX века самым распространённым типом семьи была большая семья, которая была основана на кровном родстве. Главой семьи является отец семейства, который несет ответственность за всю семью. Представители двух или трех поколений жили вместе со своим отцом, матерью и женатыми сыновьями. Младший сын получает наибольшую долю наследия, а после смерти отца он становится главой семьи. В таких больших семьях выделялись группы близких родственников, состоявшие из отца, матери и их собственных детей.
В Азербайджане, в конце 19-го — начале 20-го века и даже, в первые годы советской власти можно было найти примеры большой семейной структуры. В таких семьях дети-сироты вырастали под влиянием своего дяди. Недвижимость в семье была разделена в соответствии с законами и принципами шариата. Доля наследования для детей мужского пола была больше, чем для детей-женщин.
В конце 20 — начале 21 веков в Азербайджане появляется 2 типа семей:
1. семьи, проживающие в районах или деревнях;
2. семьи, проживающие в больших городах, (например, в Баку).

В эту эпоху большинство семей состояли из 5-10 членов. Более того, семьи проживали рядом с родственниками, такими, как тетя, дядя, дедушка, бабушка и так далее. Согласно статистике конца 80-х годов XX века, количество детей сократилось, увеличилась доля родителей с тремя детьми.
Почетное звание «мать-героиня», присуждаемое за ухаживание и воспитание большой семьи из 10 детей, было отменено в 1990-е годы после распада СССР. После обретения независимости матери с четырьмя или пятью детьми считались «героинями». Однако, в настоящее время большинство азербайджанских семей состоит из 2-3 детей. Самой многодетной семьёй в Азербайджане считается семья из 14 детей.
В настоящее время в стране насчитывается 1 млн. 831 тыс. 100 семей. Поскольку семья является ячейкой общества, её созданию, созданию условий для всестороннего развития семьи и решения их различных проблем уделяется большое внимание. Особый интерес представляют свадебные традиции.

### Брачный возраст
Наиболее важным фактором при заключении брачных узов является возраст. Согласно Семейному кодексу, в 2011 году возраст вступления в брак для девочек, был увеличен с 17 до 18 лет, в некоторых случаях в деревнях с 16 лет девушки выходят замуж. Согласно новым правилам, принуждение женщины к вступлению в брак будет подвергаться штрафу в размере от двух до трех тысяч манатов или аресту до двух лет. Если такое действие ситуация совершается против лица моложе 18 лет, размер штрафа будет составлять от трех до четырех тысяч манатов, а период ареста — до 4 лет.

## Роль женщины в семье
Статус женщин в Азербайджане претерпел несколько серьезных изменений. Азербайджанская Демократическая Республика, созданная в 1918 году, обеспечивала права на равенство полов людям, проживающим в стране. Таким образом, Азербайджан стал первой страной на Востоке, которая признала права женщин на голосование. Столетие этого события широко отмечалось в 2018 году.

## Государственная политика в отношении семьи и брака
Азербайджан присоединился к Международным конвенциям об укреплении семьи, защите женщин и правах детей и принял соответствующие законы в Республике в 1990-х годах. Кроме того, Азербайджан присоединился к Рекомендации № 156 Международной организации труда (МОТ) «О равных возможностях и равном обращении с мужчинами и женщинами — работниками с семейными обязанностями», Конвенции ООН о ликвидации всех форм дискриминации в отношении женщин, «О правах ребенка», «О защите детей, связанных с усыновлением и сотрудничеством между странами», «О минимальном возрасте для трудоустройства детей в сельском хозяйстве», "О запрете детского труда форм и срочных мер по искоренению детского труда " и других конвенций.
Семейный Кодекс был утверждён в 1999 году, 28 декабря, согласно Закону № 781. В Семейном Кодексе определены стандарты, регулирующие установление и укрепление семейных отношений, принципы нарушения отношений, права и обязанности членов семьи, обязанности государственных органов в этой области, а также правила государственной регистрации актов гражданского состояния в соответствии с основополагающими правами и свободами человека и гражданина, предусмотренными Конституцией Азербайджанской Республики.
Сферу семейных отношений регулируют законы «Семейное сельское хозяйство», «Права детей», «Предотвращение ограничений детей-инвалидов и их здоровье. Реабилитация и социальная защита детей-инвалидов», «Социальная защита детей, потерявших родителей», «Питание детей грудного и раннего возраста», «Об обязательном диспансере для детей»,"Транснациональная организованная преступность" ООН, Конвенция о предупреждении, пресечении и наказании торговли людьми, особенно женщинами и детьми" «Об утверждении протоколов о незаконном пересечении мигрантов по суше, морю и воздуху», «О гражданстве замужней женщины», «О регулировании прав и свобод человека в Азербайджанской Республике», «О социальных услугах для пожилых людей» «О правовом статусе детей, рожденных вне брака», «О социальной защите семей с детьми» и др.
В Азербайджане проводится целый ряд мероприятий по случаю Международного дня семьи, который отмечается во всем мире и направлен на то, чтобы каждый год, 15 мая, направлять внимание людей на семейные проблемы. Международный День Семьи в Азербайджане проводится начиная с 2008 года.
В 2017 году, с 27 августа по 1 сентября, в столичном городе Баку проводился фестиваль молодёжи «Моя семья», организованный Министерством Молодёжи и Спорта Азербайджана[значимость факта?]

### Государственный комитет по делам семьи, женщин и детей Азербайджана
Постановлением Президента Азербайджана от 6 февраля 2006 года был создан Государственный комитет по делам семьи, женщин и детей. Председателем Комитета была назначена Хиджран Гусейнова. Государственный комитет по делам семьи, женщин и детей Азербайджана является центральным исполнительным органом, который осуществляет государственную политику по регулирования в области работы с семейными, женскими и детскими проблемами. Обязанности Комитета состоят во всестороннем развитии и укреплении семейного учреждения, защите семейных ценностей, минимизации его проблем, повышении роли семьи в обществе и улучшении ее благосостояния.